# Ралдугин, Михаил Алексеевич
Михаил Алексеевич Ралдугин (Ролдугин) (1903—1961) — советский военнослужащий. Участник Великой Отечественной войны. Герой Советского Союза (1944). Красноармеец.

## Биография
Михаил Алексеевич Ралдугин родился 14 ноября 1903 года в селе Яблоново Елецкого уезда Орловской губернии Российской империи (ныне село в составе Краснинского района Липецкой области России) в крестьянской семье. Русский.
Бедность не позволила Михаилу Алексеевичу получить хотя бы начальное образование. Окончив один класс школы и едва научившись читать и писать, он вынужден был бросить учёбу, чтобы помогать родителям по хозяйству. С 12 лет Михаил Алексеевич батрачил в хозяйствах зажиточных крестьян, а с началом коллективизации вступил в колхоз. Разоривший село голод начала 1930-х годов заставил его в 1934 году покинуть насиженные места и перебраться в Донбасс. Ралдугин обосновался в посёлке Ясиноватая и устроился работать на железную дорогу.
Начало Великой Отечественной войны застало Михаила Алексеевича в Цебриковском районе Одесской области, где он находился по работе. Эвакуироваться он не успел и остался на оккупированной врагом территории. В марте 1944 года войска 2-го Украинского фронта освободили северные районы Одесской области. 17 марта М. А. Ралдугин добровольно явился в штаб 429-го стрелкового полка 52-й стрелковой дивизии, и несмотря на солидный возраст, был принят на военную службу. Михаил Алексеевич прошёл двухнедельный курс «молодого бойца» и был зачислен стрелком в 1-й стрелковый батальон полка. 1 апреля 1944 года 52-я стрелковая дивизия в составе 57-й армии была передана 3-му Украинскому фронту и включилась в Одесскую операцию. Красноармеец М. А. Ралдугин особо отличился при форсировании реки Днестр и в боях за плацдарм на его правом берегу.
В ночь с 12 на 13 апреля 1944 года красноармеец М. А. Ралдугин в составе штурмовой роты под ураганным огнём противника в числе первых форсировал Днестр у села Бычок. Высадившись на правом берегу реки, десантники сходу ворвались в прибрежные вражеские траншеи и в ожесточённой рукопашной схватке выбили немцев с занимаемых рубежей. Преследуя бегущего противника, штурмовая рота вышла на окраину села Гура Быкулуй, превращённого немцами в мощный опорный пункт обороны, но была остановлена огнём вражеского ДОТа. Быстро оценив обстановку, красноармеец Ралдугин по собственной инициативе скрытно выдвинулся к немецким позициям и точным броском гранаты заставил вражескую огневую точку замолчать. Однако как только штурмовая рота поднялась в атаку, ДОТ вновь ожил и прижал советскую пехоту к земле. Тогда красноармеец Ралдугин обошёл огневую точку неприятеля с тыла, и проникнув через ходы сообщения внутрь ДОТа, в одиночку уничтожил 12 засевших в нём немецких солдат. Героические действия красноармейца Ралдугина позволили десантникам продвинуться вперёд, закрепиться на юго-восточной окраине села и тем самым обеспечить переправу основных сил полка. В последующих боях за расширение плацдарма Михаил Алексеевич неоднократно демонстрировал образцы смелости и отваги. 30 апреля в бою за село Калфа он был ранен осколком в лицо, но не покинул поля боя и остался в строю.
С захваченного и удержанного на правом берегу Днепра плацдарма подразделения дивизии перешли в наступление в рамках Ясско-Кишинёвской операции. Красноармеец М. А. Ралдугин вновь отличился во время окружения и ликвидации кишинёвской группировки немецких и румынских войск. В боях 25 и 26 августа 429-й стрелковый полк овладел селом Сарата-Галбенэ, замкнув кольцо окружения, и отразил попытку прорыва противника на своём участке. В боях красноармеец Ралдугин действовал смело и решительно: он закидал гранатами вражескую автомашину с боеприпасами, лично уничтожил 5 немецких солдат и захватил штабные документы неприятеля. За отличие в боях при освобождении Молдавии Михаил Алексеевич был дважды награждён правительственными наградами, а 13 сентября 1944 года указом Президиума Верховного Совета СССР за образцовое выполнение боевых заданий командования на фронте борьбы с немецкими захватчиками и проявленные при этом отвагу и геройство красноармейцу Ралдугину было присвоено звание Героя Советского Союза.
После войны М. А. Ралдугин демобилизовался и вернулся в Ясиноватую. Работал в колхозе. Умер Михаил Алексеевич 26 ноября 1961 года. Похоронен в городе Ясиноватая.

## Награды
- Медаль «Золотая Звезда» (13.09.1944);
- орден Ленина (13.09.1944);
- орден Славы 3-й степени (31.08.1944);
- медали, в том числе:
  - медаль «За отвагу» (06.08.1944);
  - медаль «За победу над Германией в Великой Отечественной войне 1941-1945 гг.».

## Память
- Барельеф Героя Советского Союза М. А. Ралдугина установлен на мемориальном комплексе в селе Красное Липецкой области.
- Имя Героя Советского Союза М. А. Ралдугина увековечено на мемориальном комплексе на площади Героев в городе Липецке.

## Документы
- Общедоступный электронный банк документов «Подвиг Народа в Великой Отечественной войне 1941—1945 гг.» Дата обращения: 18 октября 2013. Архивировано из оригинала 11 мая 2017 года.

Представление к званию Героя Советского Союза.
Орден Славы 3-й степени (наградной лист и приказ о награждении).
Медаль «За отвагу» (приказ о награждении).